# Solmaris
Genre
Solmaris est un genre de narcoméduses (hydrozoaires) de la famille des Solmarisidae.

## Liste d'espèces
Selon World Register of Marine Species (31 mars 2016), Solmaris comprend les espèces suivantes :
- Solmaris corona Keferstein & Ehlers, 1861
- Solmaris flavescens Kölliker, 1853
- Solmaris lenticula Haeckel, 1879
- Solmaris leucostyla Will, 1844
- Solmaris quadrata Bouillon, Boero & Seghers, 1991
- Solmaris rhodoloma Brandt, 1838
- Solmaris solmaris Gegenbaur, 1856